# Soay (Hébrides intérieures)
Pour les articles homonymes, voir Soay.
Soay est une île des Hébrides intérieures, à l'ouest de l'Écosse, située juste au sud de l'île de Skye.

## Toponymie
Son nom est issu du vieux norrois *sauða-ey qui signifie « île des moutons ». La disparition du [ð] intervocalique s'explique par la lénition en gaëlique caractéristique de toutes les langues celtiques.